# Proustita
La proustita és un mineral de la classe dels sulfurs. Pertany i dona nom al grup de la proustita. Va ser descoberta l'any 1832 en una mina de Brand-Erbisdorf als Muntanyes Metal·líferes, a l'estat de Saxònia (Alemanya), rebent el seu nom del químic francès Joseph Louis Proust (1755-1826).

## Característiques
La proustita és un mineral sulfur d'argent i arsènic que cristal·litza en el sistema trigonal. És el dimorf trigonal de la xantoconita, de la mateixa fórmula química però que cristal·litza en el sistema monoclínic. Forma una sèrie de solució sòlida amb la pirargirita (Ag₃SbS₃), en la qual la substitució gradual de l'arsènic per antimoni va donant els diferents minerals de la sèrie. A més dels elements de la seva fórmula, sol portar com a impuresa mica d'antimoni. S'extreu de les mines com a important mena de plata.
Segons la classificació de Nickel-Strunz, la proustita pertany a «02.GA: nesosulfarsenats, nesosulfantimonats i nesosulfbismutits sense S addicional» juntament amb els següents minerals: pirargirita, pirostilpnita, xantoconita, samsonita, skinnerita, wittichenita, lapieïta, mückeïta, malyshevita, lisiguangita, aktashita, gruzdevita, nowackiïta, laffittita, routhierita, stalderita, erniggliïta, bournonita, seligmannita i součekita.

## Formació i jaciments
Es forma en filons hidrotermals en les últimes etapes de cristal·lització d'aquestes, com a últim mineral que cristal·litza en la seqüència de deposició primària, a la zona d'oxidació i enriquida en altres minerals de la plata i sulfurs. També es pot formar a la zona supergènica. Sol trobar-se associada a altres minerals com: plata nativa, arsènic natiu, xantoconita, estefanita, acantita, tetraedrita o clorargirita. Als territoris de parla catalana tan sols ha estat descrita a la mina Atrevida, a la localitat de Vimbodí i Poblet (Conca de Barberà).

## Grup de la proustita
Els minerals que conformen el grup de la proustita són de vegades anomenats "robins de plata", i són sulfurs amb anions addicionals d'arsenur o antimonur i cations de plata. El grup està integrat per quatre espècies.
| Espècie       | Fórmula |
| ------------- | ------- |
| Proustita     | Ag₃AsS₃ |
| Pirargirita   | Ag₃SbS₃ |
| Pirostilpnita | Ag₃SbS₃ |
| Xantoconita   | Ag₃AsS₃ |